# Список вице-президентов Бразилии
Вице-президент Федеративной Республики Бразилии (порт. Vice-presidente da República Federativa do Brasil), официально также Вице-президент республики (порт. Vice-presidente da República), неофициально Вице-президент Бразилии (порт. Vice-presidente do Brasil), — второе по значимости должностное лицо в исполнительной власти Бразилии. Вице-президент замещает президента в случае невозможности исполнения последним своих обязанностей, и занимает его пост в случае вакансии. Согласно действующей конституции, вступившей в силу в 1988 году, он избирается на четыре года с правом однократного переизбрания.
С 1891 по 1934 годы и с 1946 по 1964 годы вице-президент ex-officio являлся президентом Федерального сената Бразилии.
Официальной резиденцией вице-президента является Дворец Жабуру (порт. Palácio do Jaburu), расположенный в столице страны Бразилиа недалеко от дворца Алворада — резиденции президента, получивший название от птицы ябиру. Архитектором проекта резиденции являлся Оскар Нимейер, строительство было завершено в 1977 году.

### Первый период (1891—1930)
Впервые пост вице-президента Бразилии был установлен с провозглашением Первой Бразильской республики 15 ноября 1889 года в результате военно-политического переворота, организованного маршалом Деодору да Фонсекой, объявившим о создании Республики Соединённых Штатов Бразилии (порт. República dos Estados Unidos do Brasil). Начавшаяся сразу разработка республиканской конституции завершилась её утверждением 24 февраля 1891 года. На прошедших на следующий день в Национальном конгрессе президентских выборах Фонсека победил в тандеме с Флориану Пейшоту в качестве вице-президента; в том же году Фонсека был вынужден подать в отставку и передать полномочия вице-президенту Пейшоту, что стало первым случаем неоднократного в последующем временного или постоянного замещения президентского поста вице-президентом страны.
В результате революции 1930 года, завершившейся созданием режима «Нового государства» во главе с Жетулио Варгасом, пост вице-президента страны был ликвидирован.
Курсивом на бледно-розовом фоне показаны даты начала и окончания постоянного замещения вице-президентом поста президента страны. Курсивом на сером фоне показаны даты начала и окончания временного исполнения обязанностей вице-президентом полномочий президента страны.
|                                                          | Портрет        | Имя (годы жизни)                                                                              | Полномочия                             | Полномочия                             | Партия                               | Выборы                             | Президент                          | Пр.           |
| Начало                                                   | Портрет        | Имя (годы жизни)                                                                              | Окончание                              |                                        | Партия                               | Выборы                             | Президент                          | Пр.           |
| -------------------------------------------------------- | -------------- | --------------------------------------------------------------------------------------------- | -------------------------------------- | -------------------------------------- | ------------------------------------ | ---------------------------------- | ---------------------------------- | ------------- |
| 1                                                        |                | Флориану Виейра Пейшоту (1839—1895) порт. Floriano Vieira Peixoto                             | 26 февраля 1891                        | 23 ноября 1891                         | независимый                          | 1891                               | Мануэл Деодору да Фонсека          | [ 8 ] [ 9 ]   |
| 1                                                        | 23 ноября 1891 | Флориану Виейра Пейшоту (1839—1895) порт. Floriano Vieira Peixoto                             | 15 ноября 1894                         | [ комм. 1 ]                            | независимый                          | замещение поста президента         |                                    | [ 8 ] [ 9 ]   |
| 2                                                        |                | Мануэл Виторину Перейра (1853—1902) порт. Manuel Vitorino Pereira                             | 15 ноября 1894                         | 15 ноября 1898                         | Федеральная республиканская партия   | 1894                               | Пруденти Жозе ди Морайс Баррус     | [ 10 ] [ 11 ] |
| 2                                                        | 10 ноября 1896 | Мануэл Виторину Перейра (1853—1902) порт. Manuel Vitorino Pereira                             | 4 апреля 1897                          | [ комм. 2 ]                            | Федеральная республиканская партия   | исполнение обязанностей президента |                                    | [ 10 ] [ 11 ] |
| 3                                                        |                | Франсиску ди Ассис Роза-и-Силва (1856—1929) порт. Francisco de Assis Rosa e Silva             | 15 ноября 1898                         | 15 ноября 1902                         | Федеральная республиканская партия   | 1898                               | Мануэл Феррас ди Кампус Салис      | [ 12 ] [ 13 ] |
| —                                                        |                | Франсиску Силвиану ди Алмейда Брандан (1848—1902) порт. Francisco Silviano de Almeida Brandão | скончался до инаугурации               | скончался до инаугурации               | Минасская республиканская партия     | 1902                               | Франсиску ди Паула Родригис Алвис  | [ 14 ] [ 15 ] |
| пост вакантен с 15 ноября 1902 года до 17 июня 1903 года |                |                                                                                               |                                        |                                        |                                      |                                    | Франсиску ди Паула Родригис Алвис  | [ 14 ] [ 15 ] |
| 4                                                        |                | Афонсу Аугусту Морейра Пена (1847—1909) порт. Afonso Augusto Moreira Pena                     | 17 июня 1903                           | 15 ноября 1906                         | Минасская республиканская партия     | 1903                               | Франсиску ди Паула Родригис Алвис  | [ 16 ] [ 17 ] |
| 5                                                        |                | Нилу Прокопиу Песанья (1867—1924) порт. Nilo Procópio Peçanha                                 | 15 ноября 1906                         | 14 июня 1909                           | Федеральная республиканская партия   | 1906                               | Афонсу Аугусту Морейра Пена        | [ 18 ] [ 19 ] |
| 5                                                        | 14 июня 1909   | Нилу Прокопиу Песанья (1867—1924) порт. Nilo Procópio Peçanha                                 | 15 ноября 1910                         | [ комм. 4 ]                            | Федеральная республиканская партия   | замещение поста президента         |                                    | [ 18 ] [ 19 ] |
| 6                                                        |                | Венсеслау Брас Перейра Гомис (1868—1966) порт. Venceslau Brás Pereira Gomes                   | 15 ноября 1910                         | 15 ноября 1914                         | Минасская республиканская партия     | 1910                               | Эрмис Родригис да Фонсека          | [ 20 ] [ 21 ] |
| 7                                                        |                | Урбану Сантус да Коста Араужу (1859—1922) порт. Urbano Santos da Costa Araújo                 | 15 ноября 1914                         | 15 ноября 1918                         | Минасская республиканская партия     | 1914                               | Венсеслау Брас Перейра Гомис       | [ 22 ] [ 23 ] |
| 8                                                        |                | Делфин Морейра да Коста Рибейру (1868—1920) порт. Delfim Moreira da Costa Ribeiro             | 15 ноября 1918                         | 16 января 1919                         | Минасская республиканская партия     | 1918                               | исполнение обязанностей президента | [ 24 ] [ 25 ] |
| 8                                                        | 16 января 1919 | Делфин Морейра да Коста Рибейру (1868—1920) порт. Delfim Moreira da Costa Ribeiro             | 28 июля 1919                           | [ комм. 6 ]                            | Минасская республиканская партия     | замещение поста президента         |                                    | [ 24 ] [ 25 ] |
| 8                                                        | 28 июля 1919   | Делфин Морейра да Коста Рибейру (1868—1920) порт. Delfim Moreira da Costa Ribeiro             | 1 июля 1920                            | [ комм. 8 ]                            | Минасская республиканская партия     | Эпитасиу Линдолфу да Силва Песоа   |                                    | [ 24 ] [ 25 ] |
| пост вакантен с 1 июля до 10 ноября 1920 года            |                |                                                                                               |                                        |                                        |                                      | Эпитасиу Линдолфу да Силва Песоа   |                                    | [ 24 ] [ 25 ] |
| 9                                                        |                | Франсиску Алвару Буэну ди Пайва (1861—1928) порт. Francisco Álvaro Bueno de Paiva             | 10 ноября 1920                         | 15 ноября 1922                         | Минасская республиканская партия     | Эпитасиу Линдолфу да Силва Песоа   | 1920                               | [ 26 ] [ 27 ] |
| —                                                        |                | Урбану Сантус да Коста Араужу (1859—1922) порт. Urbano Santos da Costa Araújo                 | скончался до инаугурации               | скончался до инаугурации               | Минасская республиканская партия     | 1922                               | Артур да Силва Бернардис           | [ 22 ] [ 23 ] |
| 10                                                       |                | Эстасиу ди Албукерки Коимбра (1872—1937) порт. Estácio de Albuquerque Coimbra                 | 15 ноября 1922                         | 15 ноября 1926                         | Пернамбукская республиканская партия | 1922                               | Артур да Силва Бернардис           | [ 28 ] [ 29 ] |
| 11                                                       |                | Фернанду ди Мелу Виана (1878—1954) порт. Fernando de Melo Viana                               | 15 ноября 1926                         | 24 октября 1930                        | Минасская республиканская партия     | 1926                               | Вашингтон Луис Перейра ди Соза     | [ 30 ] [ 31 ] |
| —                                                        |                | Витал Энрики Батиста Суарис (1874—1933) порт. Vital Henrique Batista Soares                   | не вступил в должность из-за революции | не вступил в должность из-за революции | Баийская республиканская партия      | 1930                               | Жулиу Престис ди Албукерки         | [ 32 ]        |
| пост упразднён                                           |                |                                                                                               |                                        |                                        |                                      |                                    |                                    |               |

### Второй период (с 1946)
Завершившие пятнадцатилетнюю «Эру Варгаса» (период авторитарного режима Жетулио Варгаса) демократические президентские и парламентские выборы, прошедшие 2 декабря 1945 года, включали избрание лица на пост вице-президента страны, которым стал принёсший присягу 31 января 1946 года Нереу ди Оливейра Рамус. Официально пост вице-президента был восстановлен принятой 18 сентября 1946 года Конституционной ассамблеей конституцией 1946 года, по которой он также являлся президентом Федерального сената. После военного переворота 1964 года полномочия вице-президента по руководству верхней палатой Национального конгресса были прекращены, что было закреплено последующими конституцией 1967 года, установившей новое название государства Федеративная Республика Бразилия (порт. República Federativa do Brasil), и действующей конституцией 1988 года.
Курсивом на бледно-розовом фоне показаны даты начала и окончания постоянного замещения вице-президентом поста президента страны. Курсивом на сером фоне показаны даты начала и окончания временного исполнения обязанностей вице-президентом полномочий президента страны.
|                                                    | Портрет                         | Имя (годы жизни) | Полномочия       | Полномочия                                                | Партия                                                                                           | Выборы                             | Президент                           | Пр.           |
| Начало                                             | Портрет                         | Имя (годы жизни) | Окончание        |                                                           | Партия                                                                                           | Выборы                             | Президент                           | Пр.           |
| -------------------------------------------------- | ------------------------------- | --- | ---------------- | --------------------------------------------------------- | ------------------------------------------------------------------------------------------------ | ---------------------------------- | ----------------------------------- | ------------- |
| 12                                                 |                                 | Нереу ди Оливейра Рамус (1888—1958) порт. Nereu de Oliveira Ramos                                                                                             | 31 января 1946   | 31 января 1951                                            | Социал-демократическая партия                                                                    | 1945                               | Эурику Гаспар Дутра                 | [ 33 ] [ 35 ] |
| 13                                                 |                                 | Жуан Фернандис Кампус Кафе Филью (1899—1970) порт. João Fernandes Campos Café Filho                                                                           | 31 января 1951   | 24 августа 1954                                           | Прогрессивная социальная партия                                                                  | 1950                               | Жетулиу Дорнелис Варгас             | [ 36 ] [ 37 ] |
| 13                                                 | 24 августа 1954                 | Жуан Фернандис Кампус Кафе Филью (1899—1970) порт. João Fernandes Campos Café Filho                                                                           | 31 января 1956   | [ комм. 13 ]                                              | Прогрессивная социальная партия                                                                  | замещение поста президента         |                                     | [ 36 ] [ 37 ] |
| 14 (I—II)                                          |                                 | Жуан Белшиор Маркис Голарт (1918—1976) порт. João Belchior Marques Goulart                                                                                    | 31 января 1956   | 31 января 1961                                            | Бразильская трабальистская партия                                                                | 1955                               | Жуселину Кубичек ди Оливейра        | [ 38 ] [ 39 ] |
| 14 (I—II)                                          | 31 января 1961                  | Жуан Белшиор Маркис Голарт (1918—1976) порт. João Belchior Marques Goulart                                                                                    | 7 сентября 1961  | 1960                                                      | Бразильская трабальистская партия                                                                | Жаниу да Силва Куадрус             |                                     | [ 38 ] [ 39 ] |
| 14 (I—II)                                          | 7 сентября 1961                 | Жуан Белшиор Маркис Голарт (1918—1976) порт. João Belchior Marques Goulart                                                                                    | 2 апреля 1964    | [ комм. 15 ]                                              | Бразильская трабальистская партия                                                                | замещение поста президента         |                                     | [ 38 ] [ 39 ] |
| пост вакантен со 2 до 15 апреля 1964 года          |                                 | |                  |                                                           |                                                                                                  |                                    |                                     |               |
| 15                                                 |                                 | Жозе Мария Алкмин (1901—1974) порт. José Maria Alkmin | 15 апреля 1964   | 15 марта 1967                                             | Социал-демократическая партия                                                                    | 1964                               | Умберту ди Аленкар Кастелу Бранку   | [ 40 ] [ 41 ] |
|                                                    | независимый                     | Жозе Мария Алкмин (1901—1974) порт. José Maria Alkmin | 15 апреля 1964   | 15 марта 1967                                             |                                                                                                  | 1964                               | Умберту ди Аленкар Кастелу Бранку   | [ 40 ] [ 41 ] |
|                                                    | Альянс национального обновления | Жозе Мария Алкмин (1901—1974) порт. José Maria Alkmin | 15 апреля 1964   | 15 марта 1967                                             |                                                                                                  | 1964                               | Умберту ди Аленкар Кастелу Бранку   | [ 40 ] [ 41 ] |
| 16                                                 |                                 | Педру Алейшу (1901—1975) порт. Pedro Aleixo | 15 марта 1967    | 31 августа 1969                                           | 1966                                                                                             | Артур да Коста и Силва             | [ 42 ] [ 43 ]                       |               |
| пост вакантен с 31 августа до 30 октября 1969 года |                                 | |                  |                                                           |                                                                                                  |                                    |                                     |               |
| 17                                                 |                                 | адмирал Аугусту Хаман Радемакер Грюневалд (1905—1985) порт. Augusto Hamann Rademaker Grünewald                                                                | 30 октября 1969  | 15 марта 1974                                             | Альянс национального обновления                                                                  | 1969                               | Эмилиу Гаррастазу Медиси            | [ 44 ] [ 45 ] |
| 18                                                 |                                 | генерал армии Адалберту Перейра дус Сантус (1905—1984) порт. Adalberto Pereira dos Santos                                                                     | 15 марта 1974    | 15 марта 1979                                             | Альянс национального обновления                                                                  | 1974                               | Эрнесту Бекман Жейзел               | [ 46 ] [ 47 ] |
| 19                                                 |                                 | Антониу Аурелиану Шавис ди Мендонса (1929—2003) порт. Antônio Aureliano Chaves de Mendonça                                                                    | 15 марта 1979    | 15 марта 1984                                             | Альянс национального обновления                                                                  | 1978                               | Жуан Баптиста ди Оливейра Фигейреду | [ 48 ] [ 49 ] |
| 19                                                 | 23 сентября 1981                | Антониу Аурелиану Шавис ди Мендонса (1929—2003) порт. Antônio Aureliano Chaves de Mendonça                                                                    | 12 ноября 1981   | [ комм. 19 ]                                              | Альянс национального обновления                                                                  | исполнение обязанностей президента |                                     | [ 48 ] [ 49 ] |
| 19                                                 | 14 июля 1983                    | Антониу Аурелиану Шавис ди Мендонса (1929—2003) порт. Antônio Aureliano Chaves de Mendonça                                                                    | 26 августа 1983  | [ комм. 19 ]                                              | Альянс национального обновления                                                                  | исполнение обязанностей президента |                                     | [ 48 ] [ 49 ] |
| 20                                                 |                                 | Жозе Сарней ди Араужу Коста (1930—) порт. José Sarney de Araújo Costa урожд. Жозе Рибамар Ферейра ди Араужу Коста порт. José Ribamar Ferreira de Araújo Costa | 15 марта 1985    | 21 апреля 1985                                            | Партия бразильского демократического движения и прогресса                                        | исполнение обязанностей президента | 1985                                | [ 50 ] [ 51 ] |
| 20                                                 | 21 апреля 1985                  | Жозе Сарней ди Араужу Коста (1930—) порт. José Sarney de Araújo Costa урожд. Жозе Рибамар Ферейра ди Араужу Коста порт. José Ribamar Ferreira de Araújo Costa | 15 марта 1990    | [ комм. 21 ]                                              | Партия бразильского демократического движения и прогресса                                        | замещение поста президента         |                                     | [ 50 ] [ 51 ] |
| 21                                                 |                                 | Итамар Аугусту Каутиеру Франку (1930—2011) порт. Itamar Augusto Cautiero Franco                                                                               | 15 марта 1990    | 2 октября 1992                                            | Партия национального восстановления                                                              | 1989                               | Фернанду Афонсу Колор ди Мелу       | [ 52 ] [ 53 ] |
| 21                                                 | 2 октября 1992                  | Итамар Аугусту Каутиеру Франку (1930—2011) порт. Itamar Augusto Cautiero Franco                                                                               | 29 декабря 1992  | [ комм. 22 ]                                              | Партия национального восстановления                                                              | исполнение обязанностей президента |                                     | [ 52 ] [ 53 ] |
|                                                    | 29 декабря 1992                 | Итамар Аугусту Каутиеру Франку (1930—2011) порт. Itamar Augusto Cautiero Franco                                                                               | 1 января 1995    | Партия бразильского демократического движения и прогресса | [ комм. 24 ]                                                                                     | замещение поста президента         |                                     | [ 52 ] [ 53 ] |
| 22 (I—II)                                          |                                 | Марку Антониу ди Оливейра Масиэл (1940—2021) порт. Marco Antônio de Oliveira Maciel                                                                           | 1 января 1995    | 1 января 1999                                             | Партия либерального фронта                                                                       | 1994                               | Фернанду Энрики Кардозу             | [ 54 ] [ 55 ] |
| 22 (I—II)                                          | 1 января 1999                   | Марку Антониу ди Оливейра Масиэл (1940—2021) порт. Marco Antônio de Oliveira Maciel                                                                           | 1 января 2003    | 1998                                                      | Партия либерального фронта                                                                       |                                    | Фернанду Энрики Кардозу             | [ 54 ] [ 55 ] |
| 23 (I—II)                                          |                                 | Жозе Аленкар Гомис да Силва (1931—2011) порт. José Alencar Gomes da Silva                                                                                     | 1 января 2003    | 1 января 2007                                             | Либеральная партия Бразилии                                                                      | 2002                               | Луис Инасиу Лула да Силва           | [ 56 ] [ 57 ] |
|                                                    | 1 января 2007                   | Жозе Аленкар Гомис да Силва (1931—2011) порт. José Alencar Gomes da Silva                                                                                     | 1 января 2011    | Республиканская партия                                    | 2006                                                                                             |                                    | Луис Инасиу Лула да Силва           | [ 56 ] [ 57 ] |
| 24 (I—II)                                          |                                 | Мишел Мигел Элиас Темер Лулия (1940—) порт. Michel Miguel Elias Temer Lulia                                                                                   | 1 января 2011    | 1 января 2015                                             | Партия бразильского демократического движения и прогресса → Бразильское демократическое движение | 2010                               | Дилма Вана Русеф                    | [ 58 ] [ 59 ] |
| 24 (I—II)                                          | 1 января 2015                   | Мишел Мигел Элиас Темер Лулия (1940—) порт. Michel Miguel Elias Temer Lulia                                                                                   | 12 мая 2016      | 2014                                                      | Партия бразильского демократического движения и прогресса → Бразильское демократическое движение |                                    | Дилма Вана Русеф                    | [ 58 ] [ 59 ] |
| 24 (I—II)                                          | 12 мая 2016                     | Мишел Мигел Элиас Темер Лулия (1940—) порт. Michel Miguel Elias Temer Lulia                                                                                   | 31 августа 2016  | [ комм. 27 ]                                              | Партия бразильского демократического движения и прогресса → Бразильское демократическое движение | исполнение обязанностей президента |                                     | [ 58 ] [ 59 ] |
| 24 (I—II)                                          | 31 августа 2016                 | Мишел Мигел Элиас Темер Лулия (1940—) порт. Michel Miguel Elias Temer Lulia                                                                                   | 1 января 2019    | [ комм. 28 ]                                              | Партия бразильского демократического движения и прогресса → Бразильское демократическое движение | замещение поста президента         |                                     | [ 58 ] [ 59 ] |
| 25                                                 |                                 | Антониу Амилтон Мартинс Моуран (1953—) порт. Antônio Hamilton Martins Mourão                                                                                  | 1 января 2019    | 1 января 2023                                             | Бразильская партия трабальистского обновления                                                    | 2018                               | Жаир Мессиас Болсонару              | [ 60 ] [ 61 ] |
| 25                                                 | 28 января 2019                  | Антониу Амилтон Мартинс Моуран (1953—) порт. Antônio Hamilton Martins Mourão                                                                                  | 30 января 2019   | [ комм. 29 ]                                              | Бразильская партия трабальистского обновления                                                    | исполнение обязанностей президента |                                     | [ 60 ] [ 61 ] |
| 25                                                 | 8 сентября 2019                 | Антониу Амилтон Мартинс Моуран (1953—) порт. Antônio Hamilton Martins Mourão                                                                                  | 18 сентября 2019 | [ комм. 29 ]                                              | Бразильская партия трабальистского обновления                                                    | исполнение обязанностей президента |                                     | [ 60 ] [ 61 ] |
| 26                                                 |                                 | Жералду Жозе Родригес Алкмин Филью (1952—) порт. Geraldo José Rodrigues Alckmin Filho                                                                         | 1 января 2023    | действующий                                               | Социалистическая партия Бразилии                                                                 | 2022                               | Луис Инасиу Лула да Силва           | [ 62 ] [ 63 ] |